# Scaphochlamys breviscapa
Scaphochlamys breviscapa là một loài thực vật có hoa trong họ Gừng. Loài này được Richard Eric Holttum miêu tả khoa học đầu tiên năm 1950.

## Mẫu định danh
Mẫu định danh: Corner E.J.H. SFN 30021, được Edred John Henry Corner thu thập ngày 29 tháng 11 năm 1935 ở cao độ 700 ft (213 m) tại Ulu Bendong, huyện Kemaman, miền nam bang Terengganu, đông bắc Malaysia bán đảo. Tọa độ điểm lấy mẫu khoảng 4°13′19″B 103°17′28″Đ / 4,22194°B 103,29111°Đ. Mẫu holotype lưu giữ tại Vườn Thực vật Singapore (SING), các isotype lưu giữ tại Trung tâm Nghiên cứu Sinh học Indonesia tại Cibinong (BO), Vườn Thực vật Hoàng gia tại Edinburgh (E), Vườn Thực vật Hoàng gia tại Kew (K), Naturalis tại Leiden, Hà Lan (L), Bảo tàng Lịch sử Tự nhiên Quốc gia Pháp (Muséum National d'Histoire Naturelle) tại Paris (P).

## Phân bố
Loài này có ở các huyện Dungun và Kemaman, bang Terengganu cũng như huyện Kuantan, bang Pahang, Malaysia bán đảo. Hiện tại nó được tìm thấy trong các rừng vùng đất thấp, ở cao độ 5–290 m, phổ biến ở các khoảng trống trong rừng.

## Mô tả
Cây thảo thân rễ cao (28)40–80 cm. Thân rễ khô đường kính ~4 mm, bò trườn; các thân mọc thẳng một lá, cách nhau khoảng 2,3 cm, được bẹ che phủ, bẹ lớn dài 14 cm; phiến lá dài tới 26 cm và rộng tới 12,5 cm, hình trứng-nhọn, nhọn thon ngắn, đáy thuôn tròn và hơi men xuống, không bao giờ hình tim, mặt trên màu xanh lục,mặt dưới nhạt màu hơn và không bao giờ màu tía, gân mặt dưới rậm lông nhiều hay ít; cuống lá dài tới 35 cm; bẹ dài 2,3 cm; các thùy lưỡi bẹ hình tam giác rộng, dài 4 mm, rậm lông áp ép; cán hoa dài 1-3,5 cm, khi non được bảo vệ trong bẹ; cụm hoa kết đặc, dài 6 cm và rộng 2,5 cm, tương tự như S. sylvestris nhưng các lá bắc ở đỉnh ít mở hơn; các lá bắc sơ cấp rậm lông ngắn đặc biệt gần dáy và các mép, ánh đỏ nhiều hay ít, dài 2,5–3 cm, rộng 1,5 cm, xếp lợp chật chội, hơi hở về phía đỉnh, mép cụp trong, đỉnh tù không gập nếp, mép mỏng hơi nhăn; lá bắc thứ cấp dài 2,1 cm, rộng 8 mm, các lá bắc khác gần như tương đương; hoa 3 (hoặc 4?) mỗi lá bắc; bầu nhụy có lông ngắn; đài hoa và bầu nhụy dài 1,6 cm, chẻ sâu, đỉnh tương tự và không khác biệt; ống tràng khoảng 8 mm dài hơn lá bắc, các thùy màu trắng, dài 12 mm và rộng 5–6 mm ở đáy, thùy tràng lưng rộng 5–6 mm ở đáy, các thùy tràng bên hẹp hơn; nhị lép dài tương đương các thùy tràng hoa, thuôn dài, đỉnh thuôn tròn, rộng 5 mm; cánh môi dài hơn các thùy tràng hoa 6 mm, hình trứng ngược, chia 2 thùy tới khoảng 1/3 về phía đáy, các thùy thuôn tròn, hơi xếp lợp, dải giữa màu vàng nhạt hai bên có các sọc màu tím hoa cà; chỉ nhị dài 3 mm; bao phấn dài 5 mm, mô vỏ bao phấn nhọn đáy rời, mào kết nối uốn ngược rộng 4 mm.
Loài này giống như loài họ hàng là S. sylvestris. Nó khác với S. sylvestris ở chỗ mặt dưới phiến lá màu xanh lục, đáy phiến lá thuôn tròn rộng nhiều hay ít và không bao giờ hình tim, cán hoa ngắn, cụm hoa hơi hẹp hơn, các lá bắc có lông với sự tỏa rộng ít hơn, đỉnh ít nhọn hơn, mép hơi nhăn. S. breviscapa cũng gần giống S. oculata, nhưng khác ở chỗ có các sọc màu tím hoa cà trên cánh môi (2 vệt màu đỏ ở đáy cánh môi ở S. oculata) và mào bao phấn rộng hơn cũng có màu tím hoa cà.